# Asian Classic 1996
Asian Classic 1996, также известен как Suntory Asian Classic 1996 — по названию спонсора  — профессиональный рейтинговый снукерный турнир, который проходил с 9 по 15 сентября 1996 года в Бангкоке (Таиланд). Победителем турнира стал Ронни О'Салливан, обыгравший в финале Брайана Моргана со счётом 9:8.

## Результаты

### Уайлд-кард раунд
| Матч |                   | Счёт |                 |
| ---- | ----------------- | ---- | --------------- |
| WC1  | Стивен Мёрфи      | 5:0  | Сакчай Сим-Нгам |
| WC2  | Карл Бэрроуз      | 5:0  | Анан Терананон  |
| WC3  | Стефан Мазроцис   | 5:0  | А. Чётипонг     |
| WC4  | Суратхеп Фучулаем | 5:4  | Джейсон Уоллес  |

### Основной турнир
1/16 финала
Матчи из 9 фреймов
 Карл Бэрроуз 5:0 Джон Хиггинс  

 Стив Дэвис 5:2 Стивен Мёрфи  

 Ронни О'Салливан 5:0 Стив Джеймс  

 Кен Доэрти 5:2 Дин Рейнолдс  

 Стефан Мазроцис 5:4 Даррен Морган  

 Брайан Морган 5:3 Джимми Уайт  

 Гэри Уилкинсон 5:4 Джеймс Уоттана  

 Тони Драго 5:0 Суратхеп Фучулаем  

 Стивен Хендри 5:0 Стивен Ли  

 Род Лоулер 5:2 Джон Пэррот  

 Алан Макманус 5:3 Фергал О’Брайен  

 Найджел Бонд 5:4 Энтони Хэмилтон  

 Дэйв Харольд 5:0 Джейсон Фергюсон  

 Ален Робиду 5:4 Мартин Кларк  

 Питер Эбдон 5:4 Нил Фудс  

 Марк Уильямс 5:4 Вилли Торн  

1/8 финала
Матчи из 9 фреймов
 Стив Дэвис 5:3 Род Лоулер  

 Ронни О'Салливан 5:4 Ален Робиду  

 Кен Доэрти 5:2 Дэйв Харольд  

 Стефан Мазроцис 5:1 Карл Бэрроуз  

 Брайан Морган 5:3 Стивен Хендри  

 Алан Макманус 5:4 Гэри Уилкинсон  

 Тони Драго 5:1 Найджел Бонд  

 Питер Эбдон 5:1 Марк Уильямс  

Четвертьфиналы
Матчи из 9 фреймов
 Брайан Морган 5:4 Тони Драго  

 Ронни О'Салливан 5:4 Питер Эбдон  

 Кен Доэрти 5:4 Стефан Мазроцис  

 Алан Макманус 5:4 Стив Дэвис  

Полуфиналы
Матчи из 9 фреймов
 Брайан Морган 5:1 Кен Доэрти  

 Ронни О'Салливан 5:2 Алан Макманус  

Финал
Матч из 17 фреймов
 Ронни О'Салливан 9:8 Брайан Морган  